# Porsche 968

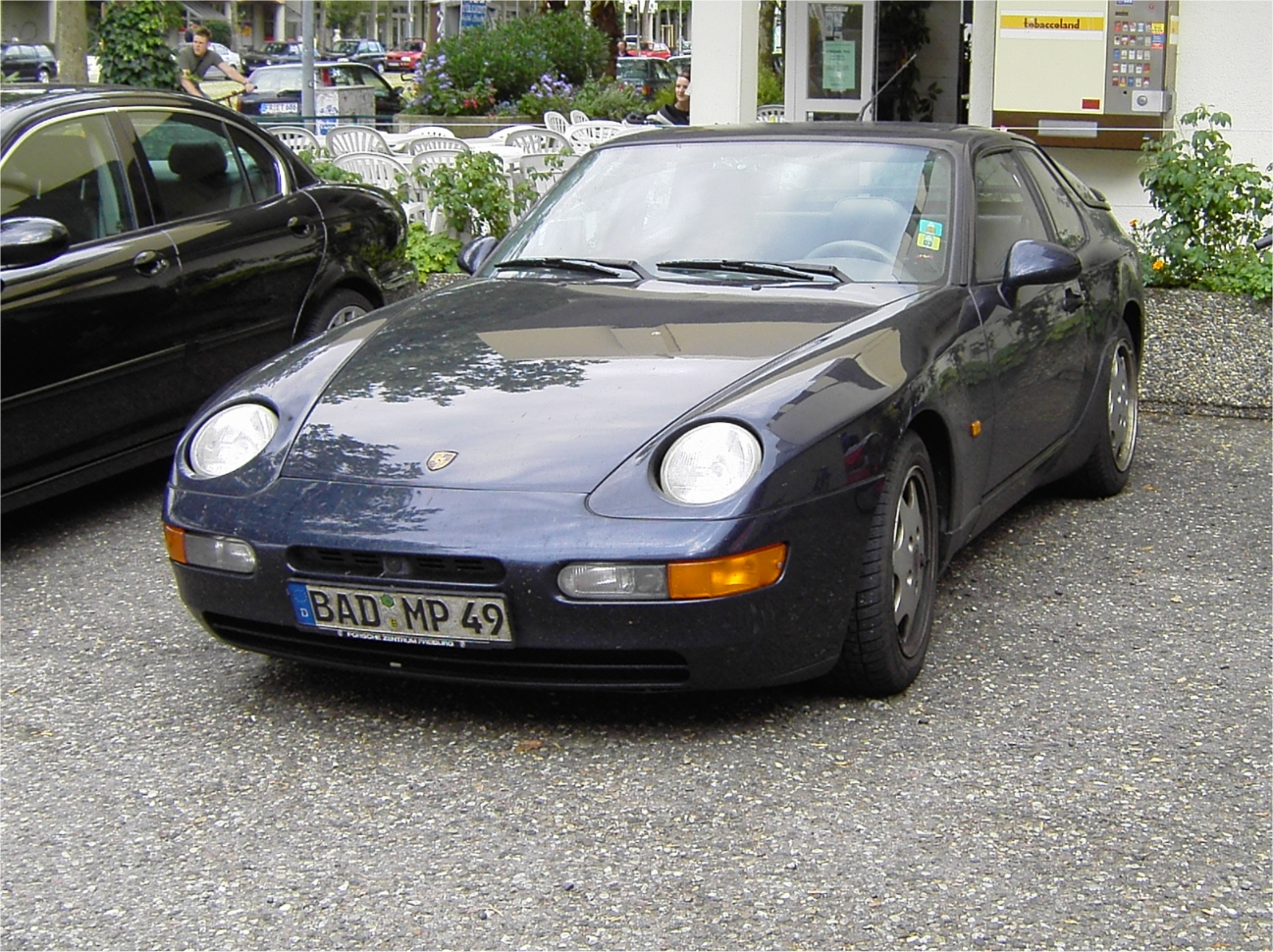
Porsche 968

Porsche 968 är en bilmodell från Porsche som tillverkades 1992-1995.
968:an var en efterföljare till hela 944-familjen, men främst kanske Porsche 944 S2, och skulle från början faktiskt fått namnet 944 S3. Fronten blev dock i slutändan så pass mycket förändrad att ett helt nytt modellnamn krävdes. 968 hade precis som 944 S2 en 16-ventilsmotor på 3,0 liter men tack vare bl.a. Porsches Vario-Cam med variabla kamtider kunde effekten höjas till 239 hk. Fronten påminner lite om Porsche 928 och de hade även liknande backspeglar, så kallade aero-mirrors eller cup-speglar som de ibland felaktigt kallas.
Interiören i 968 blev i stort sett oförändrad från Porsche 944.
Porsche släppte även en turbomatad version av 968:an men endast 15 av dessa tillverkades och dessa betraktas idag som samlarobjekt och betingar höga priser. Elaka rykten påstår att Porsches enda "fel" med 968 Turbo-modellen var att de gjorde den snabbare än den dyrare 911:an. Därför var det omöjligt att kunna ha den kvar i produktion. En ren racingversion av 968 Turbo producerades i fyra exemplar och fick namnet 968 Turbo RS. 968 CS, där CS står för ClubSport, var en lättad modell framtagen för bankörning med lite bättre bromsar, annorlunda stolar och bättre väghållningspaket, option M030.
1995 var sista året för de fyrcylindriga Porscharna och en lång era som startades av Porsche 924 fick sitt slut. Än idag är modellerna mycket populära tack vare de relativt låga priserna kontra den goda kvalitet, väghållning och prestanda de erbjuder.